# Coraggio, guardiamo
Coraggio, guardiamo è una raccolta di racconti autobiografici dello scrittore italiano Giuseppe Marotta, pubblicato nel 1953.
L'opera ha vinto il Premio Bagutta assegnato nel 1954.

## Storia editoriale
Il titolo è tratto da un verso della poesia di Vincenzo Cardarelli Spiragli, posta in apertura dell'opera di Marotta.
Il libro, pubblicato per la prima volta da Bompiani nel 1953, ha vinto il Premio Bagutta nel 1954; è stato ripubblicato nel 2022 per l'editore Polidoro.

## Trama
(Giuseppe Marotta, Coraggio, guardiamo)
L'opera è una raccolta autobiografica di memorie dell'Autore, il resoconto di incontri avvenuti nelle città italiane da lui visitate, Roma, Milano, Genova, degli amori e dei ricordi giovanili partenopei, in forma di diario di viaggio, cronaca autobiografica o scherzosa. La raccolta è quasi un romanzo che, seppure in maniera casuale, ripercorre la vita, le esperienze e i luoghi cari allo Scrittore con tratti umoristici ma anche nostalgici.

## Edizioni
- Giuseppe Marotta, Coraggio, guardiamo, 1ª ed., Milano, Bompiani, 1953.
- Giuseppe Marotta, Coraggio, guardiamo, collana Altro parallelo, Napoli, Alessandro Polidoro Editore, 2022, ISBN 9788885737648.